# Chirodica denardisi
Chirodica denardisi là một loài bọ cánh cứng trong họ Chrysomelidae. Loài này được Biondi miêu tả khoa học năm 1998.